# Eva-Lotta Trojandt
Eva-Lotta Trojandt (* 31. Oktober 2003) ist eine deutsche Filmschauspielerin und Synchronsprecherin aus Berlin.

## Leben
Eva-Lotta Trojandt spielte seit ihrer Kindheit in Kurzfilmen und ist Synchronsprecherin, so sprach sie Edwina Royce als „Stella“ in der australischen Serie House Husbands. Seit 2020 wird sie von der Schauspielagentur Next Generation vertreten.
In der deutschen Fernsehserie Mein Freund, das Ekel von Wolfgang Groos spielte sie 2021 die Rolle der „Lara“. 2023 war sie Teil der 8. Staffel der ARD-Produktion Tierärztin Dr. Mertens in der Rolle „Luca Redmann“. In der 12. Staffel der ZDF-Serie Letzte Spur Berlin spielt sie in der Folge Padam! „Hannah Berliner“, eine der Episodenhauptrollen.

## Filmografie
- 2016: Nimmermehr (Kurzfilm)
- 2021: Mein Freund, das Ekel (Fernsehserie, 2 Folgen)
- 2023: Tierärztin Dr. Mertens (Fernsehserie, 7 Folgen)
- 2023: Letzte Spur Berlin (Fernsehserie, eine Folge)
- 2024: Das Küstenrevier (Fernsehserie, eine Folge)

## Synchronsprecherin
- 2012: Raa Raa, the Noisy Lion als Greta
- 2016: House Husbands als Stella